# Еспаданьєдо
Еспаданьєдо (ісп. Espadañedo) — муніципалітет в Іспанії, у складі автономної спільноти Кастилія-і-Леон, у провінції Самора. Населення — 158 осіб (2010).
Муніципалітет розташований на відстані близько 290 км на північний захід від Мадрида, 85 км на північний захід від Самори.
На території муніципалітету розташовані такі населені пункти: (дані про населення за 2010 рік)
- Карбахалес-де-ла-Енком'єнда: 29 осіб
- Еспаданьєдо: 73 особи
- Фарамонтанос-де-ла-Сьєрра: 27 осіб
- Летрільяс: 3 особи
- Утрера-де-ла-Енком'єнда: 10 осіб
- Вега-дель-Кастільйо: 16 осіб

## Демографія
Динаміка населення (INE ):